# Бангладешско-бутанские отношения
Бангладешско-бутанские отношения — двусторонние дипломатические отношения между Бангладеш и Бутаном. Королевство Бутан стало первым государством признавшим независимость Бангладеш, однако часть исследователей считает, что Бутан признал Бангладеш на следующий день после того, как Индия признала Бангладеш. В последние годы эти страны взяли на себя обязательства по развитию стратегического партнерства в области экономики, охватывающей гидроэнергетику, свободную торговлю и транспортную инфраструктуру. Страны входят в Ассоциацию регионального сотрудничества Южной Азии и Инициативу по многоотраслевому технологическому и экономическому сотрудничеству в Бенгальском заливе. Бангладеш и Индия являются единственными странами имеющими посольство в Бутане.

## История
В 1971 году Пакистан потерпел поражение в Войне за независимость Бангладеш. Утром 6 декабря 1971 года король Бутана послал телеграмму исполняющему обязанности председателя Временного правительства Бангладеш, тем самым Бутан стал первым в мире государством, признавшим Бангладеш. В 1973 году страны установили официальные дипломатические отношения. В январе 1980 года Бангладеш открыл посольство в Бутане и назначил постоянного посла в этой стране.

## Торговля
В 1980 году Бутан и Бангладеш подписали двустороннее торговое соглашение о предоставлении друг другу режима наибольшего благоприятствования для развития торговли. Бангладеш импортировал за 2009—2010 годы из Бутана товаров на сумму в 25 миллионов долларов США, в то время как экспорт Бангладеш в Бутан составил сумму в 3 миллиона долларов США.

## Транспорт
Бутан не имеет выхода к морю и стремится использовать морские порты Бангладеш в Читтагонге, Монгле и Пайре, а также аэропорт Сайдпур для перевозки грузов. Ассоциация регионального сотрудничества Южной Азии и Азиатский банк развития поддерживают развитие транзитного сообщения между Бангладеш, Индией, Непалом и Бутаном. Между этими странами подписано соглашение о перемещении грузов, пассажиров и личного транспорта.